# شهرستان بوزائو
شهرستان بوزائو (به لاتین: Buzău County) یک județ در رومانی است که در رومانی واقع شده‌است.

## خصوصیات
شهرستان بوزائو ۶٬۱۰۳ کیلومترمربع مساحت و ۴۹۶٬۲۱۴ نفر جمعیت دارد.